# Plaza Fabini

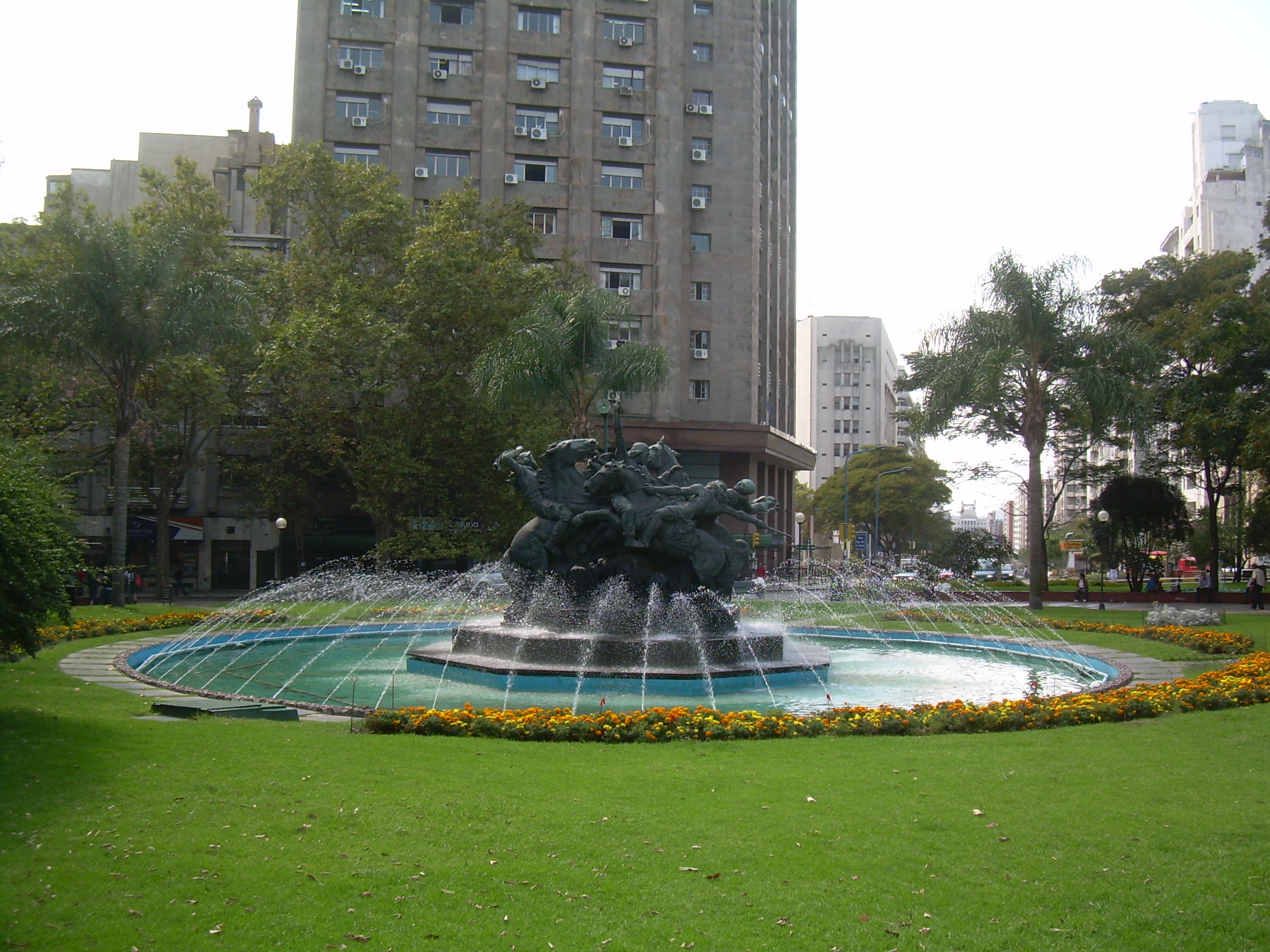
Das Monumento El Entrevero auf der Plaza Fabini

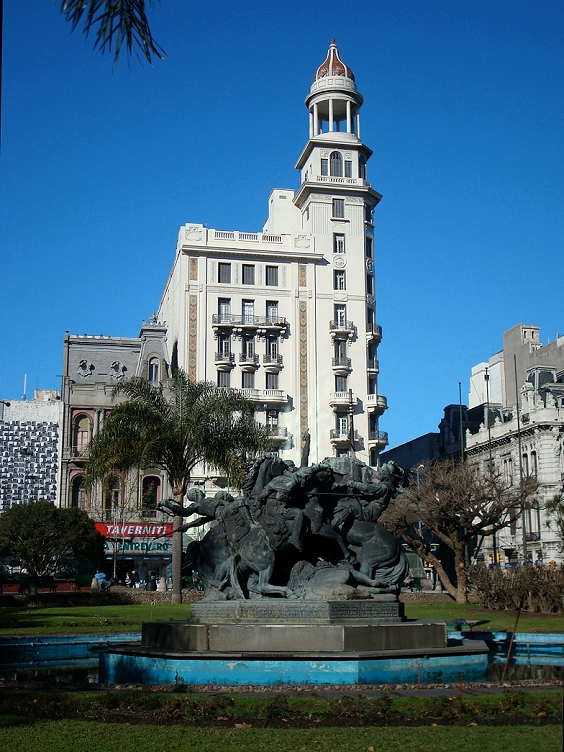
Blick über die Plaza auf das gegenüber gelegene Edificio Rex

Die Plaza Fabini, auch bekannt als Plaza Ing. Juan P. Fabini bzw. Plaza del Entrevero, ist ein Platz in der uruguayischen Hauptstadt Montevideo.
Die Plaza Fabini liegt an der das Zentrum der Stadt bildenden Avenida 18 de Julio vier Häuserblocks östlich der Plaza Independencia im Barrio Centro. Von diesem durch die parallel zur Avenida 18 de Julio verlaufende Colonia und seitlich durch die Straßen Julio Herrera y Obes und Rio Negro begrenzten Platz zweigt in Nordost-Richtung eine weitere bedeutende Straße Montevideos, die Avenida Libertador ab, die in Richtung des Palacio Legislativo führt. Letzterer ist ebenso wie die gesamte Avenida von dort aus er- bzw. zu überblicken. Der Name der Plaza Fabini, für deren Errichtung Emilio J. Massobrio und die Dirección de Paseos Públicos der Intendencia Municipal von Montevideo verantwortlich zeichneten, entlehnt sich des Ingenieurs und Politikers Juan Pedro Fabini, zu dessen Ehren er 1964 errichtet wurde. Im Volksmund wird jedoch häufig die Bezeichnung Plaza del Entrevero in Anlehnung an die auf der Plaza befindliche, von José Belloni 1967 geschaffene und inmitten des dortigen Springbrunnens stehende Bronze-Skulptur Monumento El Entrevero verwendet. Im Jahr 1994 erfolgte eine Umgestaltung des Platzes, für die Juan Perazzo verantwortlich zeichnete. Die 1997 eingebrachten Zeltstrukturen gehen auf Rafael Lorente Mourelle zurück.
Unterhalb des Platzes ist subterran das Centro Municipal de Exposiciones "Subte" gelegen, in dem diverse Kunstausstellungen stattfinden. Gegenüber dem Platz auf der Südseite befindet sich das Edificio Rex mit der am 3. November 1999 eröffneten Sala Zitarrosa. Bis Anfang der 1980er Jahre diente dieses Gebäude als Kino.